# Kampioenschap van Vlaanderen 2015
Il Kampioenschap van Vlaanderen 2015, edizione del centenario della corsa, valevole come evento dell'UCI Europe Tour 2015 categoria 1.1, si svolse il 18 settembre 2015 su un percorso di 192 km, con partenza ed arrivo a Koolskamp, in Belgio. La vittoria fu appannaggio del polacco Michał Gołaś, che completò il percorso in 4h27'59" alla media di 42,99 km/h, precedendo il russo Nikolay Trusov e il norvegese Adrian Aas Stien.
Al traguardo di Koolskamp furono 127 i ciclisti che portarono a termine la competizione.

## Squadre partecipanti
| N.      | Cod. | Squadra                     |
| ------- | ---- | --------------------------- |
| 1-8     | FDJ  | FDJ                         |
| 11-18   | LTS  | Lotto-Soudal                |
| 21-28   | EQS  | Etixx-Quick Step            |
| 31-38   | TFR  | Trek Factory Racing         |
| 41-48   | ALM  | AG2R La Mondiale            |
| 51-58   | TGA  | Team Giant-Alpecin          |
| 61-68   | TCS  | Tinkoff-Saxo                |
| 71-78   | TSV  | Topsport Vlaanderen-Baloise |
| 81-88   | WGG  | Wanty-Groupe Gobert         |
| 91-98   | ROP  | Roompot-Oranje Peloton      |
| 101-108 | AND  | Androni Giocattoli-Sidermec |
| 111-118 | BSE  | Bretagne-Séché              |
| 121-128 | SKT  | An Post-ChainReaction       |

| N.      | Cod. | Squadra                        |
| ------- | ---- | ------------------------------ |
| 131-138 | CIB  | Cibel                          |
| 141-147 | CSH  | Colba-Superano Ham             |
| 151-158 | RIJ  | Cyclingteam Join's-De Rijke    |
| 161-168 | RDT  | Rabobank Development Team      |
| 171-178 | RLM  | Roubaix-Lille Métropole        |
| 181-188 | TJO  | Team Joker                     |
| 191-198 | MMM  | Team 3M                        |
| 201-208 | VGS  | Vastgoedservice-Golden Palace  |
| 211-218 | VER  | Veranclassic-Ekoi              |
| 221-228 | WIL  | Veranda's Willems Cycling Team |
| 231-238 | WBC  | Wallonie-Bruxelles             |
| 241-248 | CCT  | CCT-Champion System            |

## Ordine d'arrivo (Top 10)
| Pos. | Corridore        | Squadra       | Tempo    |
| ---- | ---------------- | ------------- | -------- |
| 1    | Michał Gołaś     | Etixx         | 4h27'59" |
| 2    | Nikolay Trusov   | Tinkoff-Saxo  | s.t.     |
| 3    | Adrian Aas Stien | Team Joker    | s.t.     |
| 4    | Florian Vachon   | Bretagne      | s.t.     |
| 5    | Roy Curvers      | Giant-Alpecin | s.t.     |
| 6    | Jens Debusschere | Lotto-Soudal  | s.t.     |
| 7    | Boris Vallée     | Lotto-Soudal  | a 14"    |
| 8    | Danny van Poppel | Trek          | a 22"    |
| 9    | Jaŭhen Hutarovič | Bretagne      | s.t.     |
| 10   | Timothy Dupont   | Roubaix-Lille | s.t.     |